# Саїд Сіам
Саїд Сіам (араб. سعيد صيام; 22 липня 1959, Сектор Гази — 15 січня 2009, Джабалія) — палестинський терорист, міністр внутрішніх справ та національної безпеки в уряді руху ХАМАС на території сектору Гази, заступник лідера ХАМАС на території Палестинської автономії. Колишній член Законодавчої ради Палестинської автономії. Працював як добровільний проповідник та імам у мечетях у секторі Газа, представляв ХАМАС у Комітеті контролю національних та ісламських сил, був прессекретарем організації.
Під час операції «Литий свинець» у Секторі Гази ліквідований внаслідок ізраїльського авіаудару по будинку його брата 15 січня 2009 року. Внаслідок удару також були вбиті його син, брат та двоє інших високопосадовців ХАМАС: директор служби безпеки міністерства внутрішніх справ Салех Абу Шарх та командир підрозіділу ХАМАС у м. Джабалія Махмуд Абу Ватфа.

## Сім'я
Його батьки — біженці з табору Аль-Шаті, які перебралися в Газу під час війни за незалежність Ізраїлю зі свого села Аль-Джура неподалік Ашкелону.
Відомо, що Сіам мав шестеро дітей.